# Ndaktup jezik
Ndaktup jezik (ISO 639-3: ncp), nigersko-kongoanski jezik iz kamerunske provincije Northwest, kojim govori oko 2 980 (2000) u departmanu Donga-Mantung. Ima dva dijalekta, ncha i bitui (bitwi).
Pripadnici etničke grupe sebe smatraju Mfumtama, s kojima po jeziku pripadaju podskupini nkambe, šira skupina mbam-nkam

## Vanjske poveznice
- Ethnologue (14th)
- Ethnologue (15th)